# Хамилтон (Нови Зеланд)
Хамилтон је четврти град по величини на Новом Зеланду. Смештен је у региону Вајкато на Северном острву, 129 км јужно од Окланда.
Хамилтон је значајно повећао број становника у последњих неколико деценија, досегнувши 143 000 становника на ужем и 203 000 становника на ширем подручју, укључујући и око 25 000 студената. Многи од њих студирају на Универзитетима Вајкато и Винтек (Вајкато институт технологије).
Хамилтон се налази у средишњем делу Сјеверног острва, који има 1,5 милиона становника (40% од укупног становништва). Град је добро железнички и саобраћајно повезан. Аеродром је обновљен и служи и за међународне летове, иако углавном на одредишта у Полинезији и региону.
Хамилтон има одличне школе, узимајући у обзир величину града. Две понајбоље новозеландске школе налазе се у Хамилтону.

## Становништво
| 2001.   | 2006.   | 2013.   |
| ------- | ------- | ------- |
| 116.607 | 129.588 | 141.612 |

## Партнерски градови
- Саитама
- Вуси
- Сакраменто